# Food Will Win the War
Pour plus de détails, voir Fiche technique et Distribution.
Food Will Win the War est un dessin animé avec Trois Petits Cochons produit par Walt Disney pour le compte du département des armées américaines, sorti le 30 juillet 1942. Ce film est un film de propagande américain.

## Synopsis
Présente les vastes ressources agricoles des États-Unis.

## Fiche technique
- Titre : Food Will Win the War
- Série :
- Réalisateur : Hamilton Luske
- Animateur : Ward Kimball, Eric Larson, Jack Hannah et Milt Kahl
- Producteur : Walt Disney
- Distributeur : Département de l'Agriculture des États-Unis
- Date de sortie : 21 juillet 1942
- Format d'image : Couleur
- Durée : 6 min
- Langue : (en)
- Pays :  États-Unis